# Албанцы в Черногории

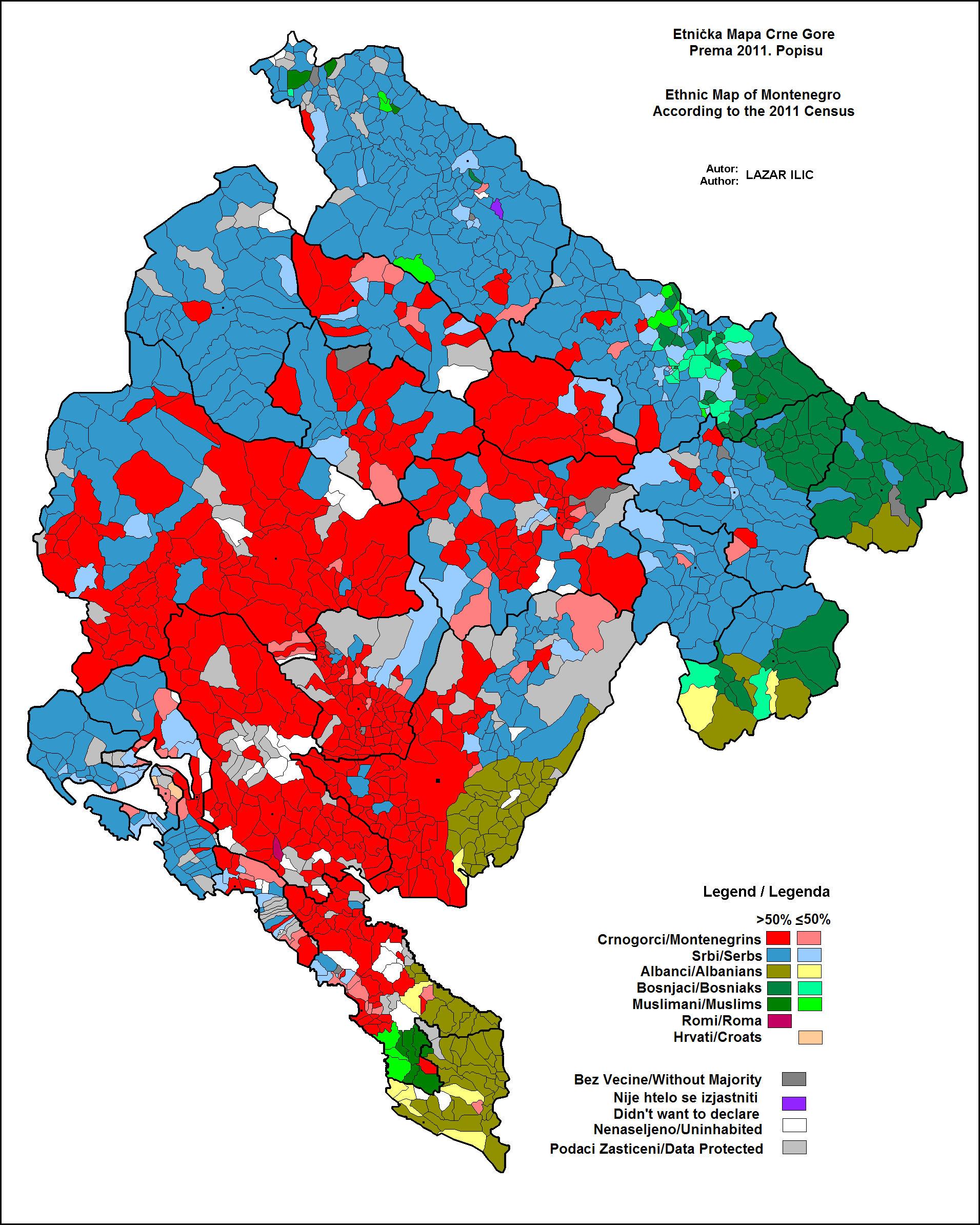
Преобладающие этнические группу в разрезе муниципалитетов Черногории, 2011

Албанцы (серб. Албанци у Црној Гори, черног. Albanci u Crnoj Gori, алб. Shqiptarët në Mal të Zi) являются крупнейшим неславянским национальным меньшинством республики Черногория и фактически единственным, чей язык разительно отличается от сербскохорватского. Албанцы традиционно проживают на юге страны вдоль границы с республикой Албания. Среди черногорских албанцев преобладают мусульмане (74 %), значительно количество католиков (26 %), православие практически не отмечается.
В период СФРЮ албанцы Черногории ощущали себя частью албанского народа. Например, в 1969 году процессии школьников-албанцев с албанскими флагами и портретами Скандербега шли в черногорском Ульцине под руководством учителей, причем позже оказалось, что демонстрантов научили лозунгам преподаватели школы из косовской общины Глоговац, посетившие с экскурсией Ульцинь.
По переписи 2003 года в Черногории проживало 31 163 албанца (5,03 %). Как и в Республике Македония, албанцы Черногории в большинстве своём исповедуют ислам (73,37 %), однако в отличие от македонских албанцев, показатели естественного движения черногорских демонстрируют негативную динамику, что объясняется их более активной эмиграцией в более развитые страны ЕС и Северной Америки: по переписи 2011 года албанцами себя назвали уже только 30 439 гражданина страны или 4,91 %. При этом албанский указали родным языком 32 671 человека или 5,27 % населения.
Албанцы в Черногории в большинстве своём поддерживают интеграцию страны в ЕС и имеют антиюгославские взгляды: во время референдума 2006 года в муниципалитете Улцинь, где албанцы на тот момент составляли свыше 72 % населения, 88,50 % избирателей проголосовали за независимость Черногории. В целом, именно голоса албанского меньшинства обеспечили стране выход из состава Югославии.
Тем не менее по состоянию на 2011—2012 годы, албанцы продолжают оставаться одним из самых проблемных меньшинств Черногории: наиболее серьёзной проблемой в их среде остаётся высокая безработица (даже в регионах близких столице страны, таких как преимущественно албанский г. Тузи), которая отчасти вызвана дискиминацией на рынке труда, в особенности в госсекторе, где лишь 2,8 % являются этническими албанцами.

Картографический материал
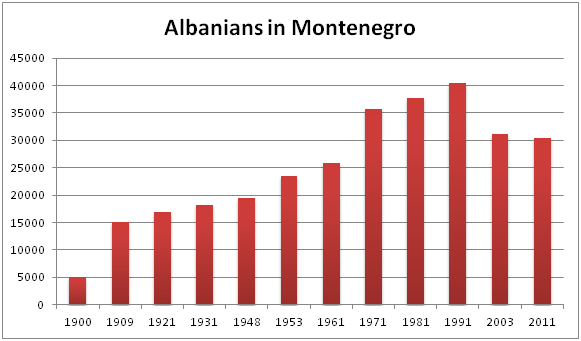
Динамика численности албанцев в Черногории с 1921 по 2011, переписи.
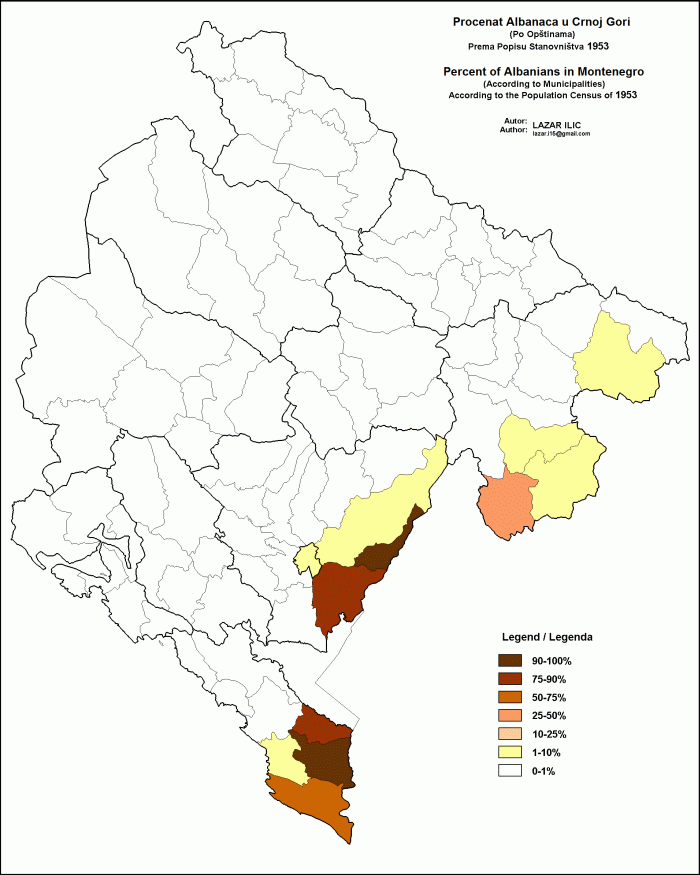
Расселение албанцев по муниципалитетам, %, 1953.
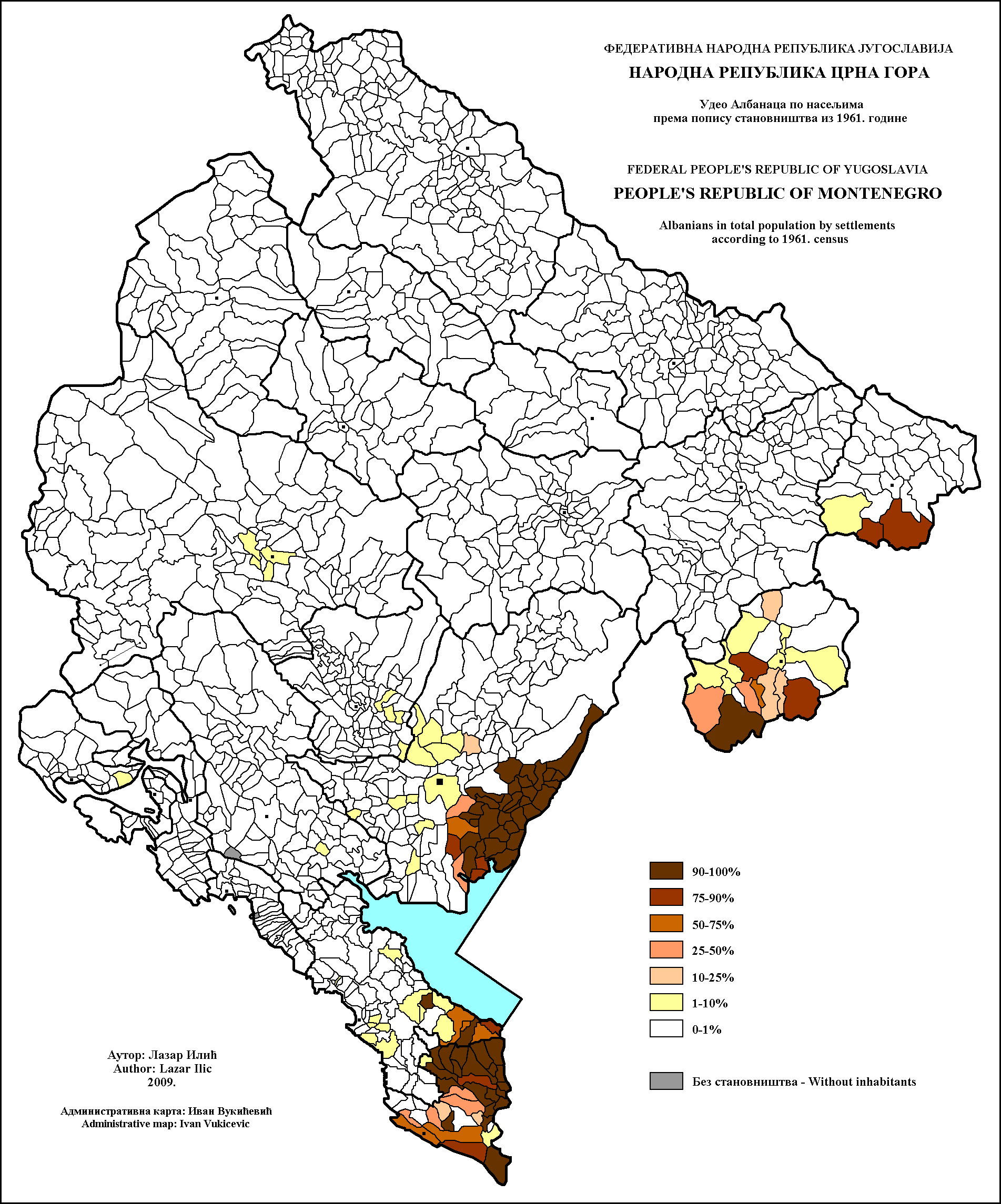
Расселение албанцев по муниципалитетам, %, 1961, перепись.
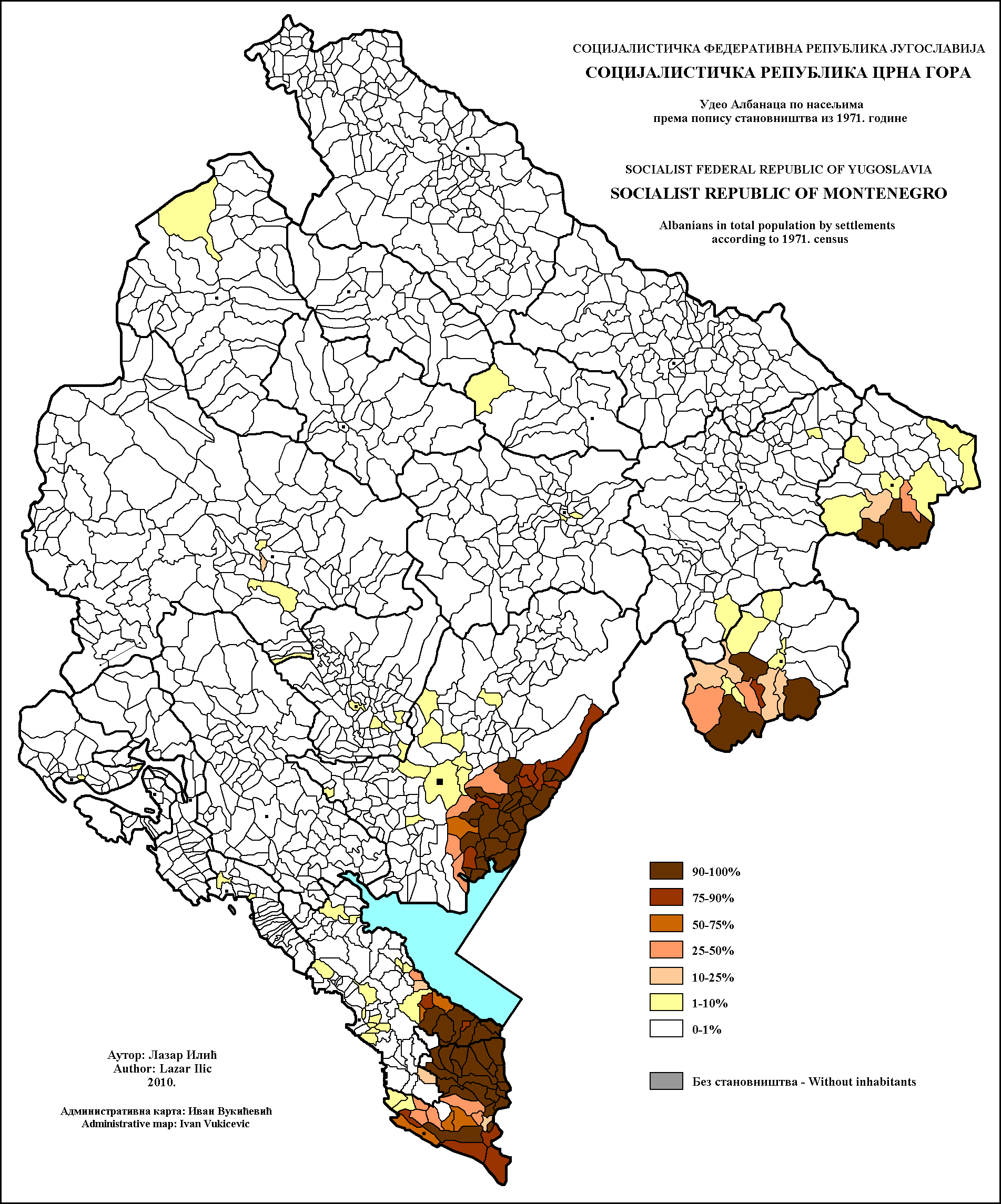
Расселение албанцев по муниципалитетам, %, 1971, перепись.
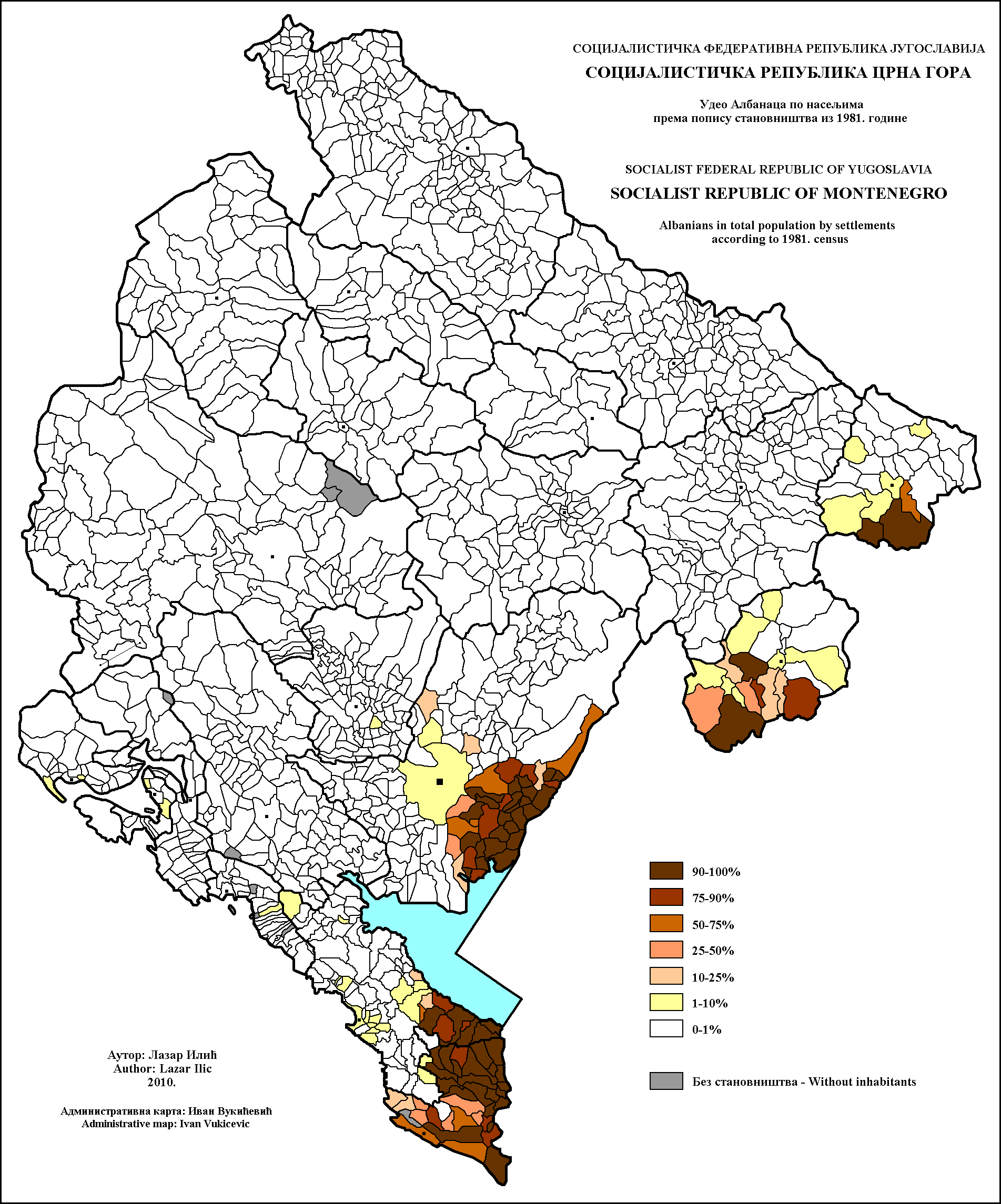
Расселение албанцев по муниципалитетам, %, 1981, перепись.
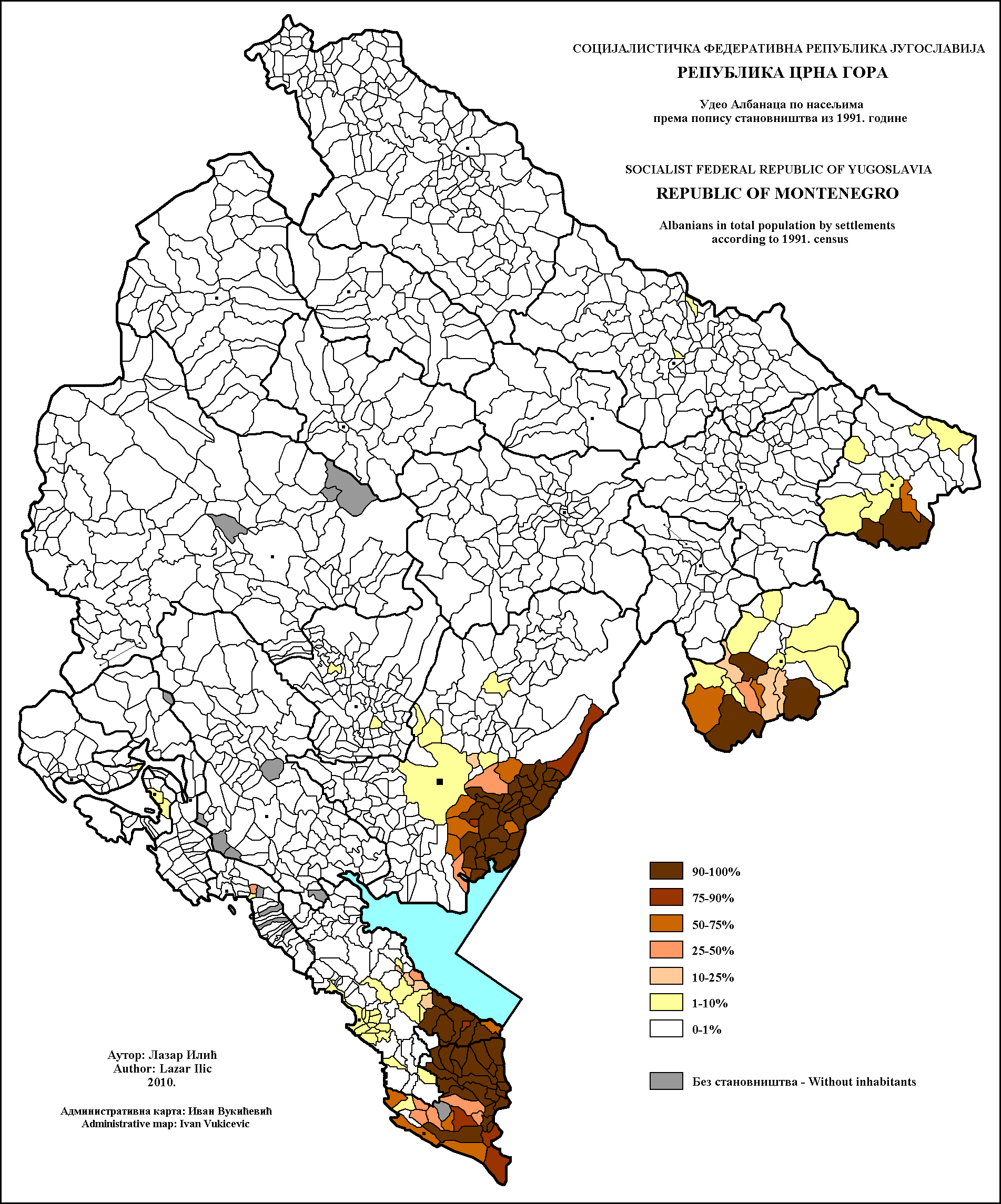
Расселение албанцев по муниципалитетам, %, 1991, перепись.
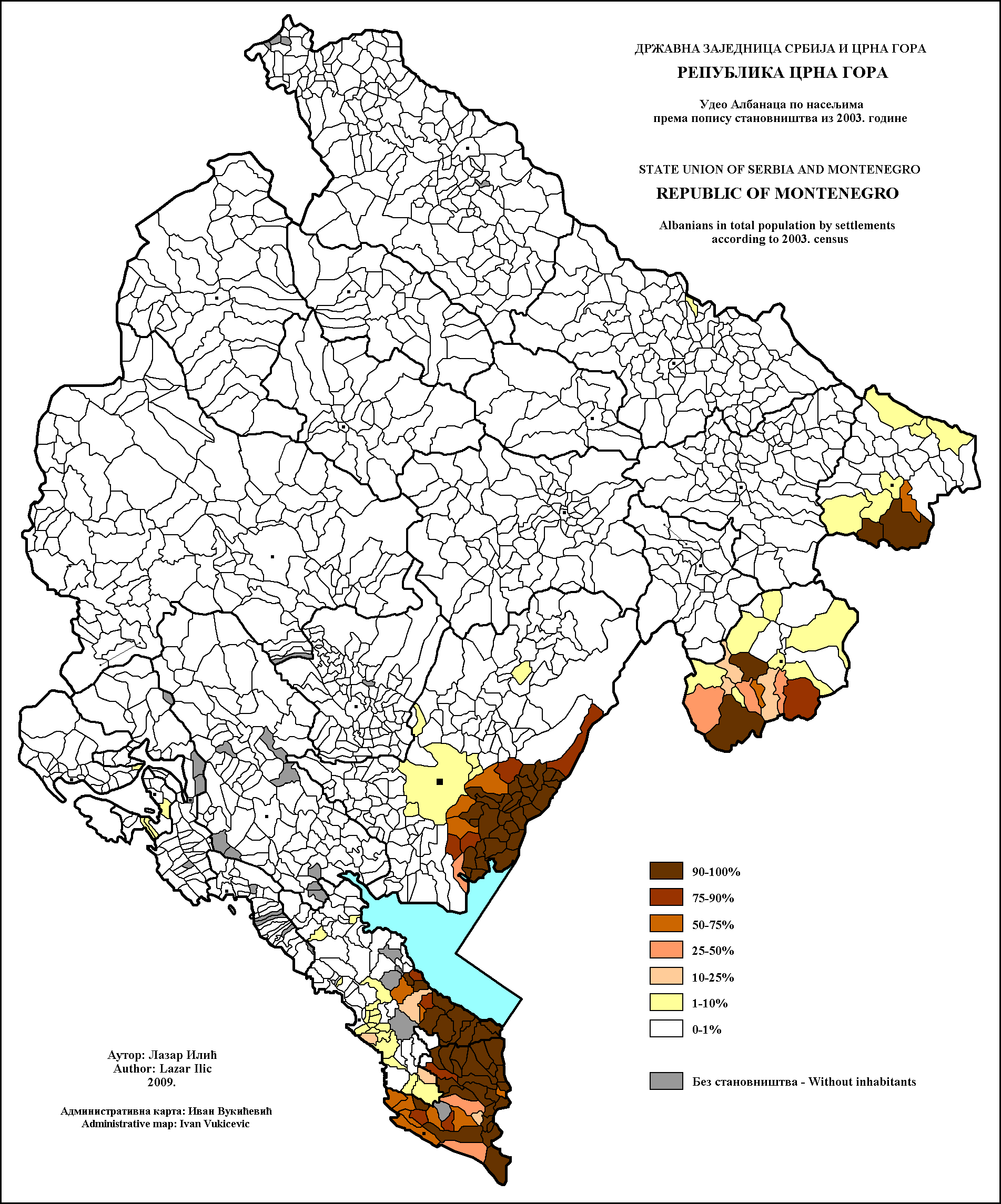
Расселение албанцев по муниципалитетам, %, 2003, перепись.
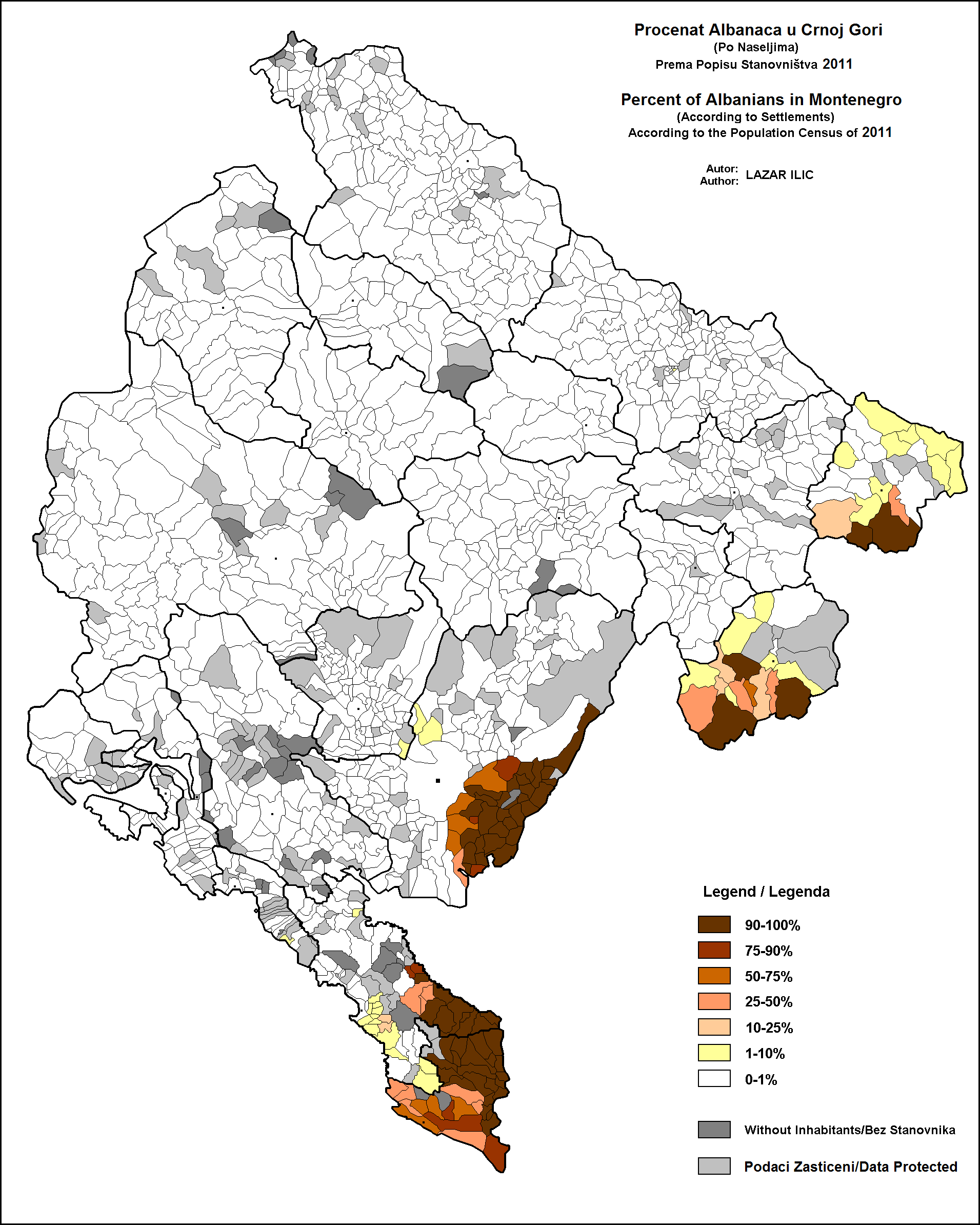
Расселение албанцев по муниципалитетам, %, 2011, перепись.